# آراکوئم دی میلو
آراکوئم دی میلو (به پرتغالی: Edemil Araquem de Melo) هافبک، [[Inside مهاجم|مهاجم]] اهل برزیل است که در شهر ریودو ژانیرو و در تاریخ ۷ ژوئیهٔ ۱۹۴۴ به دنیا آمده‌است. آراکوئم دی میلو در تیم‌های فوتبال Danubio سابقهٔ حضور دارد.